# 第六次陈江会谈
第六次陈江会谈，大陸作、臺灣作，是于2010年12月20日至22日在台北举行的两岸协商谈判。会中双方仅签订海峡两岸医药卫生合作协议，并决定成立协议落实的检讨机制，但在经济合作方面仍无法达成共识。

## 会谈概要
此次陈江会中，财团法人海峡交流基金会与海峡两岸关系协会签订了海峡两岸医药卫生合作协议。据台湾卫生署副署长萧美玲说，两岸之间互动频繁，所以交换传染病监测资料，互相通报十分重要。此外，该协议也更能管制医药品劣品。
同时会中还决定成立协议落实的检讨机制。海基会董事长江丙坤提到，将针对过去签署的14项协议的实行成效，进行落实检讨：“双方也同意，来举行两岸协议成效检讨会议，也就是将来由双方的副会长，就重要的议题，率领相关部会的负责单位，作商入的探讨。”
不过从第五次江陈会就决定纳入重点的两岸投资保障协议，在本次会议中却没有定论。海协会副会长郑立中解释，投保协议是依照ECFA而成立的，本次江陈会双方已就几项内容达成共识，包括“建立投资保障机制”、“提高投资相关规定的透明度”、“逐步减少双方相互投资限制”，以及“促进投资便利化”。至于双方分歧部分，郑立中说明：“有分歧在哪里，我也可以说。双方讨论了并且还将继续讨论，投资和投资的定义、投资待遇、投资便利、征收、损害赔偿，和损失的补偿等等。”
至於「兩岸經濟合作委員會」成立的準備事宜，雙方均同意，為落實ECFA後續議題之聯繫與磋商，雙方近期已密集交換意見，在確認後，將儘快宣布成立，加速推動相關工作。
「海峽兩岸醫藥衛生合作協議」主要內容：
透過這次會談簽署的「海峽兩岸醫藥衛生合作協議」，兩岸衛生主管機關將建立制度化的合作機制，有效管控兩岸交流日益深化後可能衍生的醫藥衛生風險，包括：加強傳染病防治；強化藥品、醫療器材、化妝品、健康食品和中藥材的品質安全管理；以及針對兩岸人民發生重大意外事故，建立緊急救治的協處機制等，維護兩岸人民的生命安全。同時，雙方也將共同推動兩岸新藥研發的合作，期能創造雙方醫藥生技產業的發展利基，並保障民眾的健康福祉。